# Texas (Lokomotive)

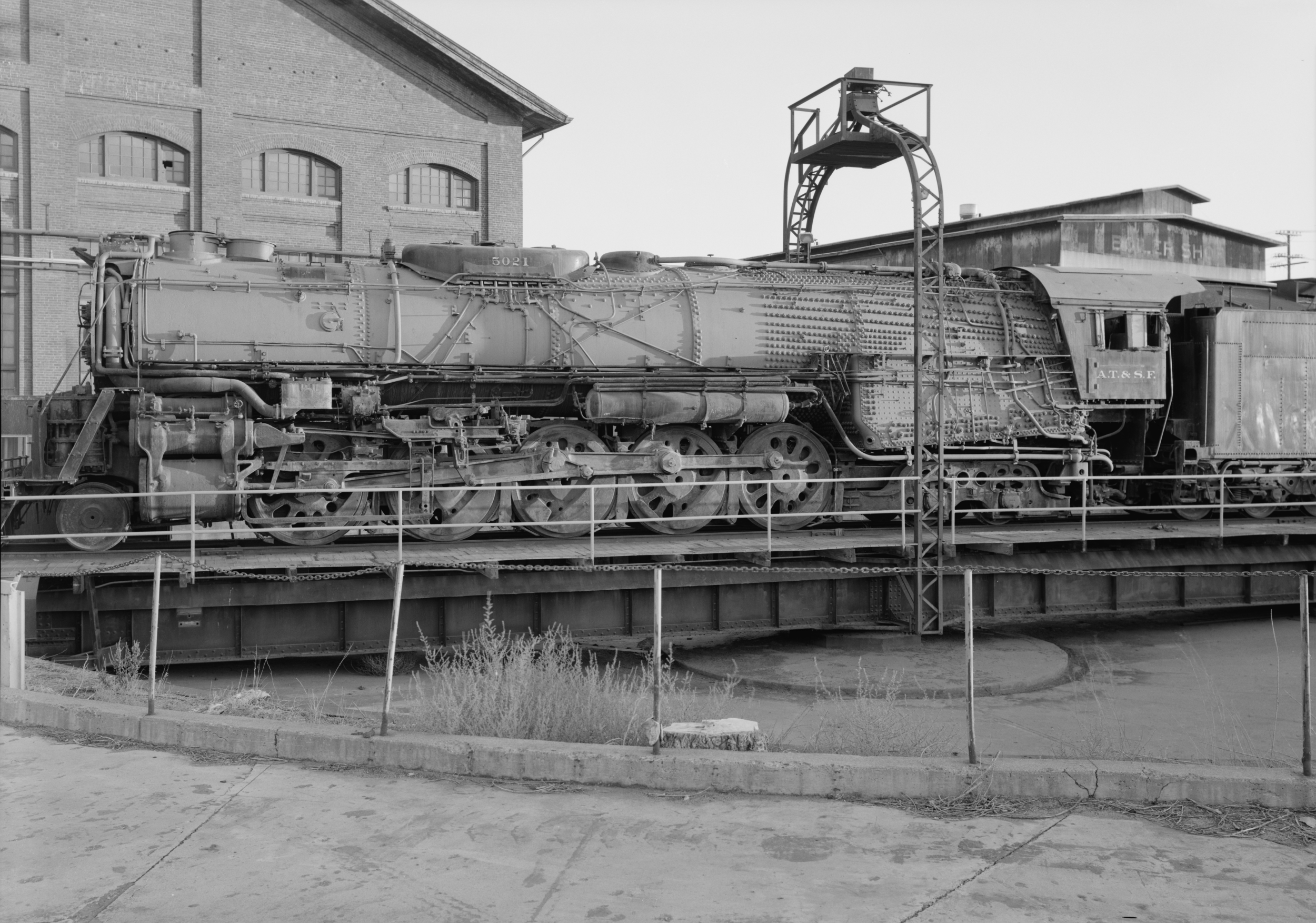
Dampflokomotive Klasse 5011 der ATSF (Nr. 5021, ist erhalten, im Bild ohne Kessel- und Zylinderverkleidung)

Als Texas werden Schlepptender-Dampflokomotiven mit der Achsfolge 1’E2’ bzw. 2-10-4 bezeichnet, also mit einer führenden Laufachse, fünf Kuppelachsen und einem nachlaufenden Drehgestell. Laufachse und Drehgestell sind beweglich im Rahmen der Lokomotive gelagert. Das nachlaufende Drehgestell ermöglichte das Ausbilden einer groß dimensionierten Feuerbüchse, die für eine hohe Verdampfungsfähigkeit des Kessels sorgte.
Diese Lokomotiven waren vor allem in Nordamerika im Einsatz, außerhalb von Nordamerika wurden Lokomotiven dieser Achsfolge nur in geringem Umfang beschafft.

## Namensgebung
Bei der Texas and Pacific Railroad waren mit der Klasse I-1 die namensgebenden ersten Lokomotiven dieser Achsfolge im Einsatz. Die Chicago, Burlington and Quincy Railroad in den USA gab Lokomotiven dieses Typs die Bezeichnung Colorado, in Kanada wurden Lokomotiven dieser Achsfolge nur von der Canadian Pacific Railway eingesetzt, die sie als Selkirk bezeichnete.

## Lokomotiven in ausgewählten Ländern

### Vereinigte Staaten von Amerika
Die 1944 gebauten, ölgefeuerten Lokomotiven der Reihe 5011 der ATSF waren für schwere Schnellgüterzüge im Güterverkehr auf Langstrecken gedacht. Ihre Treibräder haben einen Durchmesser von 1880 Millimetern, so dass die Triebwerksdrehzahl bei den gefahrenen 120 km/h moderat war, was den Antrieb schonte. Die mittlere Achslast der fünf Kuppelachsen beträgt circa 34,5 Tonnen, so dass sehr leistungsfähige Lokomotiven zur Verfügung standen, deren höchste Dauerleistung am Zughaken bei 5660 PSe lag, was knapp 7000 PS Motorleistung bei Diesellokomotiven entspricht.
Wenn im niedrigen Geschwindigkeitsbereich unter Volllast gefahren wurde, übte jeder der beiden Zylinder der Fahrzeuge eine maximale Druckkraft von fast 100 Tonnen auf den Treibzapfen der Treibachse aus, ein Wert der von keiner anderen Lokomotive weltweit erreicht wurde.
Dies ergibt sich aus den Parametern 1880 Millimeter Treibraddurchmesser, 172,4 Tonnen Reibungslast und 864 Millimeter Zylinderhub. Der Zylinderdurchmesser beträgt 762 Millimeter, der Kesseldruck 21,8 bar. Trotz dieser enormen, konstruktiv schwierig zu beherrschenden Kräfte bewährte sich die Bauart auch im Gebirge sehr gut. Eine Hauptstrecke der ATSF über den Raton Pass wies 3,3 % Steigung auf. Diese keineswegs selbstverständliche Robustheit wird auch dadurch unterstrichen, dass sich die Pennsylvania Railroad 1956 zehn dieser Lokomotiven für den schweren Kohletransport auslieh. Statt der 160 Wagen ihrer eigenen, eigens dafür gebauten Texas-Bauart konnte man der eigentlich für den Express-Güterzugdienst gedachten Maschinen immer noch fast 130 Güterwagen zumuten, also etwa 9500 Tonnen.
Die kohlegefeuerten Lokomotiven dieser Achsfolge, die bei der Chesapeake and Ohio Railroad als Reihe T-1 und bei der Pennsylvania Railroad als J1 im Einsatz waren, hatten einen Kuppelraddurchmesser von 1753 Millimetern Durchmesser und zusätzlich einen Booster. In ebenem Gelände beförderten sie Kohlenzüge von planmäßig etwa 12 000 Tonnen allein.
Zu den in den USA eingesetzten Texas-Lokomotiven zählten folgende Reihen:
- Santa Fe Klasse 3800 (Baldwin Locomotive Works, 1919 wurde eine Maschine versuchsweise auf die Texas-Bauart umgerüstet)
- Texas Pacific Klasse I-1 (Lima Locomotive Works, 1927–1929)
- Chesapeake and Ohio Klasse T-1 (Lima Locomotive Works, 1930)
- Santa Fe Klasse 5000 (Baldwin Locomotive Works, 1930)
- Santa Fe Klasse 5001 (Baldwin Locomotive Works, 1938)
- Pennsylvania Railroad Klasse J1 (Altoona Works, 1942–1944)
- Santa Fe Klasse 5011 (Baldwin Locomotive Works, 1944)

### Kanada
Die Canadian Pacific Railway (CPR) beschaffte als einzige kanadische Bahngesellschaft Lokomotiven dieser Achsfolge. Zwischen 1928 und 1949 kamen 36 Exemplare der CPR-Klasse T1 in den Bestand der CPR, die sich auf drei Unterklassen mit leicht abweichenden technischen Parametern aufteilten. Sie waren die größten kanadischen Dampflokomotiven und wurden von der CPR bis Ende der 1950er Jahre eingesetzt. Die 1949 gebaute Lokomotive T-1c 5935 war die letzte für eine kanadische Bahngesellschaft gebaute Dampflokomotive. In ihren eigen Werkstätten baute die CPR zudem 1931 mit dem Einzelexemplar der CPR-Klasse T4a versuchsweise eine Hochdrucklokomotive mit dieser Achsfolge. Die T4a wurde allerdings nach wenigen Jahren wieder ausgemustert, da sich die komplizierte Technik nicht bewährte.

### Andere Länder
Außerhalb von Nordamerika kamen nur wenige Texas-Lokomotiven zum Einsatz. Einzelexemplare kamen nach Belgisch-Kongo und nach Südafrika (SAR-Klasse 21), kleinere Serien wurden 1931 von den Sowjetischen Staatsbahnen (SŽD-Baureihe Ta) und 1940 von der Estrada de Ferro Central do Brasil (EFCB-Klasse 1651) beschafft. Die SŽD erhielt zudem mit den beiden Einzelexemplaren der SŽD-Baureihe ОР23 und der SŽD-Baureihe 23 noch 1949 zwei Versuchslokomotiven, denen aber keine Serienbeschaffung folgte.
Die einzigen Tenderlokomotiven dieser Achsfolge waren die fünf Exemplare der JNR-Klasse E10, die von den Japanischen Staatsbahn 1948 beschafft wurden.